# Otto Muther
Otto Erhard Carl Johann Muther (* 20. September 1832 in Eisfeld; † 19. Januar 1881 in Coburg) war ein deutscher Jurist und Politiker.

## Leben
Als Sohn eines Pfarrers geboren, studierte Muther nach dem Besuch des Gymnasiums in Schleusingen Rechtswissenschaften in Erlangen, Jena und Halle. Während seines Studiums wurde er 1851 Mitglied der Burschenschaft Germania Erlangen und 1852 der Burschenschaft Teutonia Jena. Nach seinem Staatsexamen 1854 wurde er Akzessist bei der Unterbehörde in Coburg, von 1854 bis 1857 beim Justizamt Sonnefeld. 1858 wurde er Justizamtaktuar. 1861 wurde er zum Dr. iur. promoviert und arbeitete ab 1862 als Rechtsanwalt bzw. Gerichtsadvokat und Notar in Coburg. 1865 wurde er für die Nationalliberale Partei Abgeordneter der Zweiten Kammer des Coburger Landtags. 1877 ließ er sich ein Wohnhaus im Oberen Bürglaß 34 neben dem damaligen Postamt errichten.